# Harrestrup Å
Harrestrup Å är en å i västra Köpenhamn, Danmark. Den rinner bland annat förbi Damhussøen, som får sitt vatten från ån via Damhussøens pumpstation. Söder om Damhussøen, mellan Hvidovre och Vigerslev kallas ån Damhusån. Den rinner ut i Kalveboderne vid Kalvebod strand.
Trots att ån är naturlig i sitt ursprung är den av urban karaktär genom Köpenhamn. Den är bland annat till stor del v-formad och klädd med plattor. Vid kraftigt regn stiger vattennivån hastigt på grund av att en stor del av tillflödet kommer från hårdgjorda ytor i staden. Det finns också stora bräddningspunkter från Köpenhamns och omkringliggande kommuners avloppssystem vid ån.
Ån utgör i större delen av sitt lopp kommungräns mellan olika kommuner i Region Hovedstaden.